# Christian Morgenstern
Christian Otto Josef Wolfgang Morgenstern (Monaco di Baviera, 6 maggio 1871 – Merano, 31 marzo 1914) è stato un poeta e scrittore tedesco.
Morgenstern sposò Margareta Gosebruch von Liechtenstern il 7 marzo 1910. Lavorò per un periodo come giornalista a Berlino, ma trascorse gran parte della sua vita viaggiando attraverso la Germania, la Svizzera e l'Italia. I suoi viaggi, anche se non furono ottimali per la sua guarigione, gli permisero di incontrare molte figure letterarie e filosofiche del suo tempo nell'Europa centrale.
La poesia di Morgenstern, in gran parte ispirata al nonsense letterario inglese, fu immensamente popolare, anche se durante la sua carriera non ebbe molto successo. Criticò molto la scolastica, come per esempio la critica letteraria in Drei Hasen, la grammatica in Der Werwolf, la ristrettezza mentale in Der Gaul e il simbolismo in Der Wasseresel. In Scholastikerprobleme discusse sul sesso degli angeli.

## Opere
Le opere più note di Morgenstern fu Galgenlieder (1905). Questo volume di versi umoristici fu seguito da Palmström nel 1910. Pubblicati postumi furono i volumi Palma Kunkel nel 1916, Der Gingganz nel 1919 e Alle Galgenlieder nel 1932. In Germania di queste opere furono stampate diverse edizioni e furono vendute centinaia di migliaia di copie.

## Morgenstern come traduttore
Christian Morgenstern fu anche un traduttore acclamato, rendendo in tedesco varie opere di spicco del norvegese e del francese, tra cui i drammi e le poesie di Henrik Ibsen, Knut Hamsun, Bjørnstjerne Bjørnson e August Strindberg.

## Impostazioni musicali
Le composizioni di Morgenstern furono musicate da compositori come Erik Bergman (quattro Galgenlieder, Das große Lalula, Tapetenblume, Igel und Agel, Unter Zeiten), Hanns Eisler,  Sofia Gubaidulina, Paul Graener, Friedrich Gulda, Paul Hindemith, Robert Kahn, Yrjö Kilpinen, Matyas Seiber (Due madrigali e Three Morgenstern Lieder per soprano e clarinetto), Rudi Spring (Galgenliederbuch nach Gedichten von Christian Morgenstern op. 19), Siegfried Strohbach (5 Galgenlieder) e Graham Waterhouse (Gruselett, Der Werwolf).

## Saggi, recensioni e aforismi
Nei suoi primi anni Christian Morgenstern scrisse un numero considerevole numero di saggi e recensioni per vari periodici tedeschi. Furono pubblicati nel sesto volume (Kritische Schriften, 1987) della raccolta delle opere tedesche di Morgenstern. Le sue opere filosofiche e mitiche furono in gran parte influenzate dal filosofo Friedrich Nietzsche, l'educatore austriaco Rudolf Steiner (fondatore dell'antroposofia), e gli scrittori russi Fëdor Dostoevskij e Lev Tolstoj.

## Opere raccolte
Un'edizione completa delle opere di Christian Morgenstern in tedesco in nove volumi è attualmente in preparazione da Verlag Urachhaus (Stoccarda) sotto la direzione del professor Reinhardt Habel. I volumi 1 e 2 comprendono gli scritti e le poesie liriche di Morgenstern; volume 3: scritti umoristici, compresi i brani Gallows completi; volume 4: scritti epici e teatrali; volume 5: aforismi raccolti; volume 6: saggi critici e recensioni; volumi 7-9: corrispondenza completa. I titoli di volume in tedesco sono:
- Volume 1: Lyrik 1887–1905, ed. Martin Kiessig, 1988.
- Volume 2: Lyrik 1906–1914, ed. Martin Kiessig, 1992.
- Volume 3: Humoristische Lyrik, ed. Maurice Cureau, 1990.
- Volume 4: Episches und Dramatisches, eds. Reinhardt Habel and Ernst Kretschmer, 2001.
- Volume 5: Aphorismen, ed. Reinhardt Habel, 1987.
- Volume 6: Kritische Schriften, ed. Helmut Gumtau, 1987.
- Volume 7: Briefwechsel 1878–1903, ed. Katharina Breitner, 2005.
- Volume 8: Briefwechsel 1905–1908,  ed. Katharina Breitner, 2011.
- Volume 9: Briefwechsel 1909–1914 (in preparazione)